# Jerónimo Funes y Muñoz

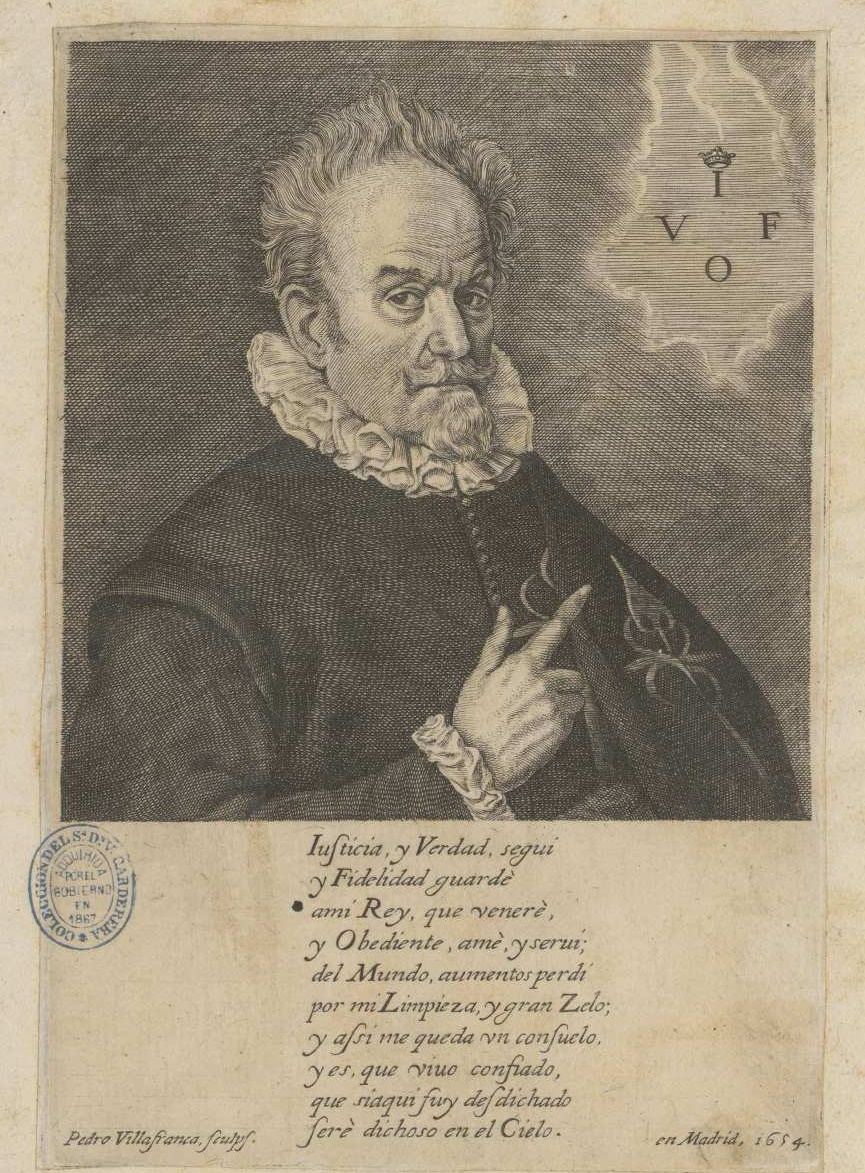
Jerónimo Funes Muñoz, 1654. Grabado al aguafuerte y buril por Pedro de Villafranca. Biblioteca Nacional de España.

Jerónimo Funes y Muñoz (hacia 1574-1663), caballero de la Orden de Santiago y barón de Ayodar, fue gentilhombre de boca de Felipe III y posteriormente también de Felipe IV y de la cámara del príncipe Filiberto, conservador general del Real Patrimonio de los Reinos de Nápoles y Sicilia y del Estado de Milán (1602) y miembro del Consejo Supremo de Italia, con voto desde 1636 hasta su retiro, por su avanzada edad, en 1646.

## Biografía
Casado con Luisa Franqueza, nieta de un regidor de Alcalá de Henares e hija de los condes de Villalonga, en 1624 compró una capilla en la Iglesia Magistral de Alcalá dotándola con una capellanía para canónigo «que sea Aragonés, por serlo él». Según Miguel de Portilla y Esquivel en su Historia de la ciudad de Compluto, Funes hizo labrar en ella una capilla suntuosa con un costoso retablo presidido por una imagen de la Concepción pintada por Eugenio Cajés, «con otras muchas pinturas» que en él había y los retratos de su suegro, Pedro Franqueza, fallecido en 1614, de quien había ejercido como abogado defensor cuando se le sometió a juicio por corrupción, y el suyo propio, del que se encontraba también el retrato «en lámina de papel» con una décima, como la que se lee en la estampa firmada por Pedro de Villafranca en 1654, que dice:

Iusticia, y Verdad, seguí
y Fidelidad guardè
a mi Rey, que venerè,
y Obediente amè, y seruí;
del Mundo, aumentos perdí
por mi Limpieza, y gran Zelo;
y assi me queda vn consuelo,
y es, que viuo confiado,
que si aquì fui desdichado
serè dichoso en el Cielo.

En 1623 el príncipe de Gales en el tiempo que pasó en Madrid tratando de concertar su matrimonio con la hermana del rey, la infanta María Ana, visitó dos veces la casa de Funes, el mejor coleccionista de Madrid según Julián Gállego, para ver sus pinturas, «que desto, y de espadas, escopetas, montantes, vallestas, y otras cosas, no ay en España quien le yguale». Solícito, el gentilhombre de boca de su majestad ofreció al inglés cuanto quisiese tomar de su casa y este se llevó «lindas pinturas del Ticiano y del Mudo, y lindas espadas, escopetas y vallestas, y un montante excelente cosa», valorado todo en más de seis mil ducados. Ocho días después el futuro Carlos I de Inglaterra le hizo llegar una sortija con un diamante valorado en ochocientos ducados y quinientos doblones en oro, que Funes hizo intención de rechazar, pues no había tenido otro deseo que servirle, pero el rey le ordenó que lo aceptara, pues no era «por paga sino por memoria de haver entrado allí Su Alteza».
Funes se interesó desde joven por el coleccionismo artístico, en general, y por el coleccionismo de pintura, en particular. El hallazgo de un inventario de sus propiedades de 1607 en Madrid, redactado para diferenciar su hacienda de la de su suegro Pedro Franqueza, investigado entonces por corrupción, permite reconstruir el estado de su patrimonio a comienzos del siglo XVII. Fueron inventariados un mínimo de ciento ochenta cuadros y otros suntuosos objetos como tapices, mobiliario, libros, armas, y en general, todo tipo de rica cultura material. Es posible que ese interés por la pintura se deba a la influencia de su madre, Ana María Ribot, de la que se conoce un inventario de sus bienes a la muerte de su esposo fechado en Valencia en 1614 con sesenta y ocho cuadros, uno de ellos —el único del que se citaba la autoría— atribuido a Juan de Juanes. Por su declaración en la información del Consejo de Órdenes, en la que declaró en favor de Velázquez en su pretensión de ser admitido en la Orden de Santiago, consta que tenía trato con el pintor de cámara desde poco después de que este llegase a Madrid desde Sevilla, y aunque ningún testimonio documental lo acredita no sería descartable que hubiese sido retratado por él. Por otro lado, podría haberle pertenecido el manuscrito 33733 de la British Library, con miniaturas atribuidas a Simonzio Lupi.